# Доминго Баньес
Доминго Баньес (исп. Domingo Báñez O. P.; лат. Dominicus Bannes Mondragonensis; 29 февраля 1528 года, Вальядолид — 22 октября 1604 года, Медина-дель-Кампо) — испанский доминиканский схоластический теолог и философ. Был духовником святой Терезы Авильской, преподавал теологию в Алькале-де Энарес, Вальядолиде и Саламанке; один из самых выдающихся защитников учения Фомы Аквинского, на «Summa Theologiae» которого он написал обширные комментарии. Получил известность благодаря защите концепции «praemotio vel praedeterminatio physica» («физического предвоздействия или преддетерминации») против теории «среднего знания», защищаемой Луисом де Молиной и молинистами в дискуссии «de auxiliis».

## Биография
Баньес родился в Медине-дель-Кампо, в провинции Вальядолид в 1528 году.
В 15 лет он начал изучать философию в Саламанкском университете. Три года спустя он вступил в доминиканский монастырь святого Стефана в Саламанке 3 мая 1547 года. Во время изучения свободных искусств Баньес познакомился с сокурсником Бартоломе де Мединой. Под руководством таких профессоров, как Мельчор Кано (1548—1551), Диего де Чавес (1551) и Педро Сотомайор (1550—1551), он изучал теологию, заложив основы эрудиции и приобрел проницательность, которая впоследствии сделала его выдающимся теологом и философом, представлявшим и защищавшим томистскую доктрину.
Затем Баньес начал преподавать, и под руководством Доминго де Сото в качестве настоятеля и ректора он занимал различные профессорские должности в течение 10 лет. Банес преподавал в доминиканском университете Авилы с 1561 по 1566 год. Около 1567 года он был назначен на кафедру теологии в Алькале (древнем Комплутуме).
В 1571 году, когда Баньес преподавал теологию в монастыре Сан-Эстебан в Саламанке, вместе с Бартоломе де Мединой возглавил жалобу, поданную в суд инквизиции против монаха Луиса де Леона и гебраистов из Саламанки — Гаспара Грахаля и Мартина Мартинеса де Канталапьедра.
В 1572 и 1573 годах он снова был в Саламанке, но в течение 1573—1577 лет он был ректором доминиканского колледжа святого Григория в Вальядолиде, высшей школе, где готовились лучшие схоласты кастильской провинции. Избранный приором Торо, он вместо этого отправился в Саламанку, чтобы бороться за должность Гильома Дюрана, оставшееся вакантным после повышения Медины до должности главного профессора. Баньес занимал эту должность с 1577 по 1580 год. После смерти Медины (30 декабря 1580 года) он снова появился в качестве претендента на первую кафедру университета. Результатом стал академический триумф Баньеса, и он был назначен на свою новую должность. Там он проработал почти 20 лет. Его имя приобрело необычайный авторитет, и ведущие школы ортодоксальной Испании называли его «proeclarissimum jubar» («самым ярким светом») своей страны.

## Учение и взгляды

### Дискуссия о свободе воли
Большая дискуссия, с началом которой тесно связано имя Доминго Баньеса, восходит к публичному спору, состоявшемуся в начале 1582 года. Председателем был Франсиско Зумель из ордена мерседариев. Иезуит Пруденций Монтемайор утверждал, что Христос не умер свободно и, следовательно, страдал без заслуг, если Отец приказал ему умереть. Баньес спрашивал, каковы были бы последствия, если бы Бог-Отец дал указание не только в отношении существа акта смерти, но и в отношении его обстоятельств. Пруденций ответил, что в этом случае не осталось ни свободы, ни достоинства. Августинец Луис де Леон встал на сторону Пруденция, и вскоре обсуждение было подхвачено присутствующими учителями и перенесено на родственные темы предопределения и оправдания. Последовали другие формальные диспуты. Иеронимит Хуан де Санта-э-Крус вынужден был передать этот вопрос испанской инквизиции (5 февраля), и к своим показаниям он приложил 16 тезисов, охватывающих спорные учения. Луис де Леон заявил, что защищал тезисы только ради аргументации. Его главная мысль заключалась в том, чтобы не допустить считать их еретиками. Несмотря на эти и другие признания, ему было запрещено публично или в частном порядке преподавать, а 16 тезисов запрещены.
В 1588 году иезуит Луис де Молина представил в Лиссабоне свой трактат «Concordia liberi arbitrii cum gratiae donis, divina praescientia, providentia, praedestinatione et reprobatione», имеющий цензуру или санкцию доминиканца Бартоломеу Феррейро и посвященный великому инквизитору Португалии кардиналу Альберту Австрийскому, но настроения против его появления в Испании возникли на том основании, что он содержал некоторые запрещенные тезисы. Кардинал, узнав об этом, прекратил продажу и попросил Баньеса изучить трактат. Три месяца спустя Баньес высказал мнение, что 6 из 11 запрещенных тезисов содержатся в Concordia.
Молину попросили защитить себя, а его ответы на возражения и некоторые другие замечания были добавлены в качестве приложения, с помощью которого, после повторной санкции (25 и 30 августа 1589 г.), трактат был разрешен к распространению. Это исследование считалось эпохальным, многие отцы Общества Иисуса сплотились в его защиту. Из Вальядолида, где иезуитская и доминиканская школы в 1594 году поочередно проводили публичные диспуты «за и против» учения о благодати, раздоры распространились по всей Испании. Дело было передано папским нунцием в Рим 15 августа 1594 года, где все споры должны были прекратиться до вынесения решения. Тем временем, чтобы уравновесить своих доминиканских и других критиков, Молина выдвинул встречные обвинения против Баньеса и Зумеля. Последний представил свою защиту в трех частях, все полностью поддержанные Баньесом 7 июля 1595 года.
Позиция доминиканцев была изложена Баньесом и 7-ю его собратьями, каждый из которых представил отдельный ответ на обвинения. Но председатель инквизиции пожелал сократить эти 8 книг до одной, и Баньесу вместе с Педро Эррерой и Диего Альваресом (1555–1632) было поручено выполнить эту работу. Примерно 4 месяца спустя Альварес представил свой совместный трактат под названием «Apologetica fratrum prædicatorum in provinciâ Hispaniæ sacr theologiæ Professorum, adversus novas quasdam assertiones cujusdam doctoris Ludovici Molinæ nuncupati», опубликованный в Мадриде 20 ноября 1595 года. Почти 2 года назад, 28 октября 1597 года, Баньес возобновил дело и обратился к папе римскому с ходатайством о разрешении доминиканским школам возобновить преподавание по спорным вопросам.

## Труды
- Scolastica commentaria in primam partem angelici doctoris D. Thomae, 1584.
- Scholastica commentaria in secundam secundæ angelici doctoris D. Thomae, 1584.
- Commentaria et quaestiones in duos Aristotelis stagyritae de generatione & corruptione libros, 1585.
- Decisiones de iure et iustitia. In quibus quid aequum, vel iniquum sit, et qua ratione ad aequitatem, et iustitiam recurrendum in omnibus negotijs, et actionibus… Cum indice rerum omnium, quae in hoc opere continentur, summa diligentia ordine alphabetico… apud Minimam Societatem , 1595.
- Commentaria, et quaestiones in duos libros Aristotelis Stagyritae De generatione, et corruptione… apud Iuntas, 1596.
- Tractatus de vera et legitima concordia liberi arbitrii creati cum auxiliis gratiae Dei efficaciter moventis humanam voluntatem. Salmanticae, 1600.